# Фтороплутонат(V) рубидия
Фтороплутонат(V) рубидия — неорганическое соединение,
комплексный фторид плутония и рубидия
с формулой Rb2PuF7,
зелёные кристаллы.

## Получение
- Пропускание фтора через нагретую смесь фторида рубидия и тетрафторида плутония:

{\displaystyle {\mathsf {4RbF+2PuF_{4}+F_{2}\ {\xrightarrow {300-400^{o}C}}\ 2Rb_{2}PuF_{7}}}}

## Физические свойства
Фтороплутонат(V) рубидия образует зелёные кристаллы
моноклинной сингонии,

параметры ячейки a = 0,627 нм, b = 1,342 нм, c = 0,884 нм, β ≈ 90°, Z = 4,
структура типа K2NbF7
.

## Химические свойства
- Реагирует с водой.